# Mysločovice
Mysločovice (in tedesco Misloschowitz) è un comune della Repubblica Ceca facente parte del distretto di Zlín, nella regione di Zlín.